# Yandex.Taxi
 (juin 2023).
La mise en forme du texte ne suit pas les recommandations de Wikipédia : il faut le « wikifier ».
Les points d'amélioration suivants sont les cas les plus fréquents. Le détail des points à revoir est peut-être précisé sur la page de discussion.
- Les titres sont pré-formatés par le logiciel. Ils ne sont ni en capitales, ni en gras.
- Le texte ne doit pas être écrit en capitales (les noms de famille non plus), ni en gras, ni en italique, ni en « petit »…
- Le gras n'est utilisé que pour surligner le titre de l'article dans l'introduction, une seule fois.
- L'italique est rarement utilisé : mots en langue étrangère, titres d'œuvres, noms de bateaux, etc.
- Les citations ne sont pas en italique mais en corps de texte normal. Elles sont entourées par des guillemets français : « et ».
- Les listes à puces sont à éviter, des paragraphes rédigés étant largement préférés. Les tableaux sont à réserver à la présentation de données structurées (résultats, etc.).
- Les appels de note de bas de page (petits chiffres en exposant, introduits par l'outil «  Source ») sont à placer entre la fin de phrase et le point final[comme ça].
- Les liens internes (vers d'autres articles de Wikipédia) sont à choisir avec parcimonie. Créez des liens vers des articles approfondissant le sujet. Les termes génériques sans rapport avec le sujet sont à éviter, ainsi que les répétitions de liens vers un même terme.
- Les liens externes sont à placer uniquement dans une section « Liens externes », à la fin de l'article. Ces liens sont à choisir avec parcimonie suivant les règles définies. Si un lien sert de source à l'article, son insertion dans le texte est à faire par les notes de bas de page.
- La présentation des références doit suivre les conventions bibliographiques. Il est recommandé d'utiliser les modèles {{Ouvrage}}, {{Chapitre}}, {{Article}}, {{Lien web}} et/ou {{Bibliographie}}. Le mode d'édition visuel peut mettre en forme automatiquement les références.
- Insérer une infobox (cadre d'informations à droite) n'est pas obligatoire pour parachever la mise en page.

Pour une aide détaillée, merci de consulter Aide:Wikification.
Si vous pensez que ces points ont été résolus, vous pouvez retirer ce bandeau et améliorer la mise en forme d'un autre article.

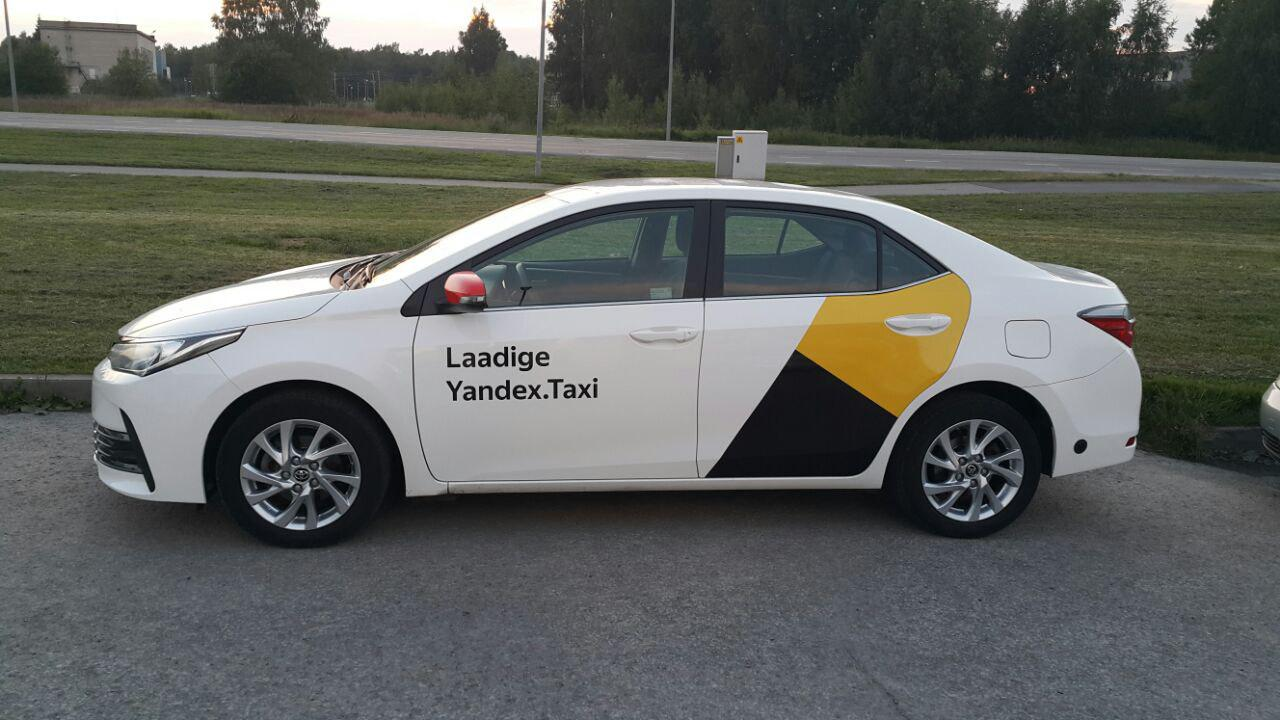
Yandex.Taxi en Estonie

Yandex.Taxi est une entreprise informatique internationale qui dirige des entreprises de covoiturage et de technologie alimentaire en Russie, dans la Communauté des États indépendants (CEI), en Europe centrale, dans l’UE, dans les pays baltes, en Afrique et au Moyen-Orient. L’entreprise figure parmi les principaux développeurs de la technologie des véhicules autonomes.

## Histoire
Yandex.Taxi a été fondée par Yandex N.V., également connue sous le nom de « Google russe ».
En 2011, une firme transnationale informatique Yandex a lancé un service pour commander un taxi via l’application mobile Yandex.Taxi en Russie. Au début du projet, environ mille conducteurs de 11 entreprises de taxi étaient connectés au service.
Le service a été introduit pour la première fois sur application mobile pour Android et iOS ; et plus tard, le 28 juin 2012, le site a été lancé.
En 2012, Yandex.Taxi a commencé à facturer une commission sur les trajets réservés via son service.
En 2014, Yandex annonce la nomination de Tigran Khoudaverdyan  au poste nouvellement créé de directeur général adjoint du groupe Yandex. Daniil Chouleyko est promu au poste de directeur général de Yandex.Taxi.
En décembre 2015, dans le cadre de la réorganisation de Yandex, Yandex.Taxi est devenue une société indépendante gérée par Tigran Khoudaverdian.
En juin 2017, Yandex.Taxi a publié pour la première fois une vidéo de démonstration de sa propre technologie de véhicule autonome. Le prototype était basé sur une hybride bicorps Toyota Prius, équipée d’un processeur graphique Nvidia GTX et d’un télémètre optique LiDAR de Velodyne.
Le 13 juillet 2017, Yandex et Uber signent un accord de fusion de leurs activités en Russie, en Azerbaïdjan, en Arménie, en Biélorussie, en Géorgie et au Kazakhstan (fusion achevée en février 2018). La nouvelle société est estimée à 3,8 milliards de dollars. La société consolidée nommée MLU B.V. appartient pour 59,3 % à Yandex et 36,6 % à Uber. Les 4,1 % restants appartiennent aux employés.
En 2018 est lancée l'application Yango.
En septembre 2018, le nombre total de trajets a dépassé le milliard. Le nombre total de conducteurs connectés à Yandex.Taxi / Yango dépasse les 700 000.
En février 2023, Uber se retire complètement de sa joint-venture avec Yandex.Taxi en revendant ses parts à son concurrent. En octobre 2023, la CNIL néerlandaise a ouvert une enquête sur l'application Yango, redoutant que les services secrets russes ne puissent mettre la main sur les données des utilisateurs européens. En effet les données des voyageurs européens sont stockés dans des datacenters en Russie.

## Description
Yandex.Taxi est une société à responsabilité limitée indépendante. En dehors de la Russie, Yandex.Taxi est représentée par l’entreprise de loi néerlandaise Yandex.Taxi B.V. Yandex.Taxi opère dans plus de 300 grandes villes de Russie, Biélorussie, Moldavie, Arménie, Géorgie, Kirghizistan, Kazakhstan, Ouzbékistan, Lettonie, Estonie, Lituanie, Serbie, Roumanie, Finlande, Ghana, Côte d'Ivoire et Israël ; dans les cinq derniers pays sous le nom de Yango.
Une autre branche, les technologies alimentaires, comprend un service de livraison de repas (Yandex.Eats) et de paniers repas avec recettes (Yandex.Chef).

## Technologies alimentaires

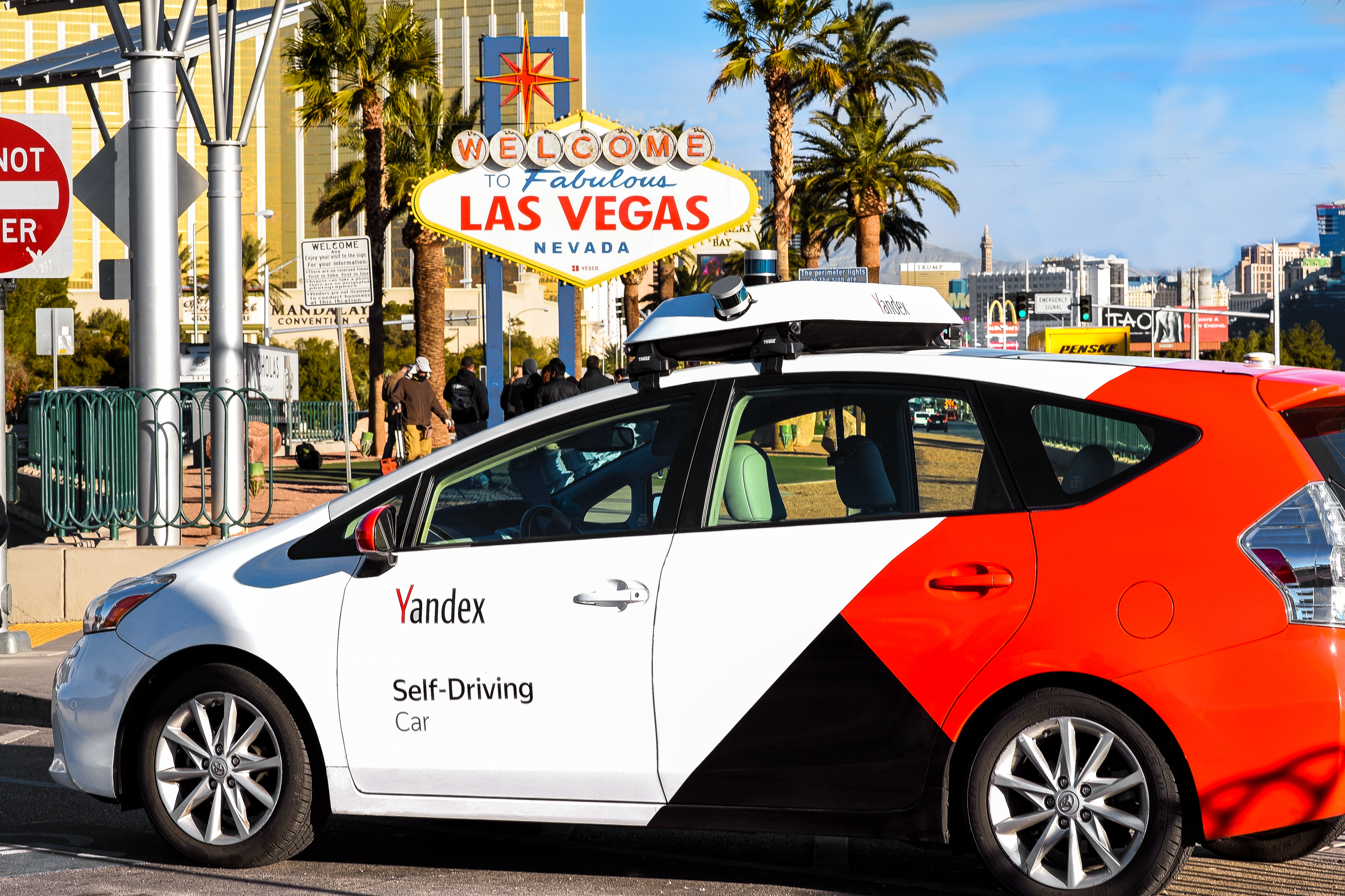
CES 2019.

En novembre 2017, Yandex.Taxi a acheté 100 % de la société Foodfox (service de livraison de repas). Après la fusion d'Uber et de Yandex.Taxi en mars 2018, Uber Eats et Foodfox ont combiné leurs services. La nouvelle société est connue sous le nom de Yandex.Eats et est désormais représentée dans de nombreuses villes de Russie. Plus de huit mille restaurants sont maintenant connectés au service : Papa John’s, McDonald’s, la chaîne de restaurants Rosinter et d’autres. En décembre 2018, Yandex.Eats a réalisé 1 million de commandes.
En octobre 2018, Yandex.Taxi a acquis une autre société de technologie alimentaire, le service de repas Partiya Edi (russe : « Партия еды »), opérant à Moscou et à Saint-Pétersbourg. Yandex.Taxi détient 83,3 % de la société et le reste appartient à trois autres propriétaires. Yandex.Taxi aura le droit de racheter ces 16,7 % dans quelques années. Le 26 mars le service a changé de nom pour Yandex.Chef.

## Les véhicules autonomes
Yandex.Taxi développe sa propre technologie de véhicules autonomes. Les plateformes matérielles et logicielles peuvent être installées sur n’importe quelle automobile pour la convertir en véhicule autonome. L’objectif principal de l’entreprise est d’atteindre le niveau 5 de l’autonomie d’une automobile, la plus grande automatisation possible pour une voiture autonome.
En juin 2018, Yandex a testé avec succès sa technologie sur l’autoroute reliant Moscou et Kazan. Le véhicule autonome a parcouru tout le chemin de Moscou jusqu’à la capitale du Tatarstan, presque sans aucune intervention de la part de l’ingénieur au volant. Il n’a contrôlé le véhicule que pendant 1% de 789 km de parcourus.
En décembre 2017, la voiture a fait ses débuts sur la voie publique et a commencé à collecter des données lors de tests sur les routes publiques. En mars 2021, les voitures de l'entreprise avaient déjà parcouru 10 millions de kilomètres. Les essais se poursuivent à Moscou en hiver, malgré les conditions météorologiques difficiles.
Le véhicule autonome a été présenté au public international lors du CES 2019 à Las Vegas. Yandex a obtenu fin 2018 une licence lui permettant d'opérer des véhicules sans conducteur sur les routes publiques du Nevada, l'un des rares États américains à l'autoriser. Contrairement aux autres prototypes présentés sur le salon, la voiture circulait dans les rues de la ville sans aucun contrôle humain. Aucun ingénieur n'était au volant, mais seulement assis sur le siège passager pour prendre le contrôle en cas d'urgence.
En décembre 2018, le ministère des Transports israélien a autorisé l'entreprise à tester son véhicule autonome sans conducteur sur ses routes. Ainsi, Israël est devenu le troisième pays où la société teste cette technologie.

## Comment fonctionne Yandex.Taxi / Yango
Lors de la première utilisation de l'application, l’utilisateur crée un compte à l'aide d'un numéro de téléphone. Pour commander un taxi via une application, l’utilisateur doit indiquer son numéro de téléphone, son adresse de destination, ses points de destination intermédiaires, son mode de paiement et des options complémentaires (comme la présence d’un siège auto dans la voiture). Le service localise les véhicules qui peuvent arriver le plus vite dans son réseau, et passe les commandes aux conducteurs dont les véhicules répondent à toutes les demandes de l’utilisateur. Le paiement peut être effectué par carte de crédit, en espèces, via Google Pay et Apple Pay ou via un compte d'entreprise, selon les méthodes disponibles dans le pays concerné.

## Fonctions et technologies
Yango utilise des technologies développées par sa société mère, Yandex (Yandex.Maps et Yandex.Navi) pour estimer l’heure d’arrivée d’un véhicule et calculer le coût du trajet. Ces technologies calculent les itinéraires en fonction de trafic actuel et prévu. Selon le pays, en cas de forte demande, le prix de la course se calcule en tenant compte du coefficient multiplicateur ajusté automatiquement. Le service peut également recommander le meilleur point de départ près de l’emplacement actuel de l’utilisateur. Par exemple, le simple fait de traverser la rue peut faire gagner du temps et de l’argent.
Depuis avril 2017, les utilisateurs connaissent le prix de leur course à l'avance. Le prix ne change pas, même si le conducteur est ralenti par les embouteillages ou fait un détour. Cette fonctionnalité est maintenant disponible dans presque tous les pays où le service est présent. Dans les pays où ce n’est pas le cas, l’application calcule un prix estimé qui peut différer du prix final.

## Sécurité
Yandex.Taxi travaille avec des partenaires autorisés à fournir des services de transport. Selon les lois du pays, il peut s’agir de sociétés de taxi, de stations de taxi, de transporteurs autorisés, d’entrepreneurs individuels ou d’autres personnes morales disposant des autorisations appropriées. La société propose aux conducteurs une formation leur apprenant à utiliser l’application mobile Taximeter et à communiquer correctement avec les passagers. Ceux qui terminent le programme de formation avec succès obtiennent une note plus élevée, ce qui est un avantage pour recevoir des commandes.
En novembre 2018, Yandex.Taxi a annoncé son projet de contrôle de la vitesse. Ce système surveille la vitesse d'une voiture pendant que le conducteur exécute le trajet, puis la compare avec la limite de vitesse indiquée dans le logiciel Yandex.Navi, intégré à l'application Taximeter. Si un conducteur dépasse la limite de vitesse de 20 km/h ou plus, il reçoit un avertissement. Après plusieurs avertissements consécutifs, le conducteur ne peut plus utiliser le service temporairement. En cas de violations répétées, le conducteur peut être bloqué définitivement.
Pour assurer la sécurité de tous les passagers et conducteurs, Yandex.Taxi contrôle le temps de travail des conducteurs. Après un certain nombre d’heures de travail continu, ils cessent de recevoir des commandes, jusqu'à ce qu'ils soient suffisamment reposés. La société travaille actuellement sur un système de contrôle de la fatigue des conducteurs, afin de réduire le nombre d’accidents de la route impliquant un être humain.

## Expansion globale
| Pays        | Date de lancement | Ville de lancement | Marque      | Remarques |
| ----------- | ----------------- | ------------------ | ----------- | --- |
| Biélorussie | 25 février 2016   | Minsk              | Yandex.Taxi | |
| Estonie     | 1er mai 2018      | Tallinn            | Yandex.Taxi | |
| Finlande    | 8 novembre 2018   | Helsinki           | Yango       | Le lancement en Finlande est accompagné de soupçons sur la protection es données des utilisateurs. Yango a déclaré se conformer à la législation européenne, en particulier au RGPD. En août 2023, les autorités ordonnent la suspension des transferts des données Yango vers la Russie puis lève l'interdiction le mois suivant. |
| Lettonie    | 15 mars 2018      |                    | Yandex.Taxi | |
| Lituanie    | 26 juillet 2018   |                    | Yandex.Taxi | À son lancement, les autorités lituaniennes ont recommandé de ne pas utiliser le service afin de protéger leurs données personnelles. Yandex.Taxi a du rétitérer son adhésion aux lois européennes en vigueur. |
| Moldavie    | 24 juillet 2018   | Chișinău           | Yandex.Taxi | |
| Roumanie    | 27 juin 2019      | Bucarest           | Yango       | |
| Serbie      | 5 juin 2018       | Belgrade           | Yandex.Taxi | |
| Ukraine     | 25 octobre 2016   |                    | Yandex.Taxi | |

| Pays         | Date de lancement | Ville de lancement | Marque      | Remarques |
| ------------ | ----------------- | ------------------ | ----------- | --- |
| Arménie      | 1er juillet 2016  |                    | Yandex.Taxi | |
| Géorgie      | 28 août 2016      | Tbilissi           | Yandex.Taxi | Le lancements’est accompagné de scandales concernant Yandex.Maps. La version russe des cartes avait défini les territoires de l’Abkhazie et de l’Ossétie du Sud comme des pays indépendants, alors que d’après la loi géorgienne, les deux territoires font partie de la Géorgie. Le peuple géorgien a lancé un appel à boycotter le service, qui continue pourtant ses opérations. |
| Israël       | 10 décembre 2018  |                    | Yango       | La société a obtenu l'autorisation du ministère des Transports israélien de faire rouler son véhicule autonome sur les routes du pays. |
| Kazakhstan   | 28 juillet 2016   | Astana             | Yandex.Taxi | |
| Kirghizistan | 9 novembre 2017   | Bichkek            | Yandex.Taxi | |
| Ouzbékistan  | 4 avril 2018      |                    | Yandex.Taxi | |

| Pays          | Date de lancement | Ville de lancement | Marque | Remarques                                                           |
| ------------- | ----------------- | ------------------ | ------ | ------------------------------------------------------------------- |
| Algérie       | 2022              |                    | Yango  |                                                                     |
| Côte d'Ivoire | 4 octobre 2018,   | Abidjan            | Yango  | Premier pays francophone et premier pays sur le continent africain. |
| Ghana         | 6 juin 2019       |                    | Yango  |                                                                     |

## Résultats financiers
Yandex.Taxi / Yango a dégagé un bénéfice négatif au cours des deux dernières années en raison de son entrée dans un certain nombre de pays étrangers, de sa fusion avec Uber, et de la commercialisation de ses activités liées aux technologies de l'alimentation et au covoiturage. Cette perte a diminué de 44 % entre 2017 et 2018. En avril 2019, le directeur financier de Yandex, Greg Abovsky, a déclaré dans un entretien avec CNBS que l'activité de covoiturage de la société était rentable en Russie à partir du troisième trimestre de 2018. Et désormais, son activité de taxi, y compris les marchés en expansion, est rentable.
|                                  | 2013 | 2014 | 2015 | 2016   | 2017   | 2018   |
| Revenu, en millions de RUB       | 112  | 327  | 984  | 2313   | 4891   | 19213  |
| BAIIA ajusté, en millions de RUB | 57   | 217  | 162  | (2086) | (7963) | (4434) |

## Préoccupations

### Yandex et sanctions américaines
Le 29 janvier 2018, le département du Trésor des États-Unis publie un rapport recensant des personnalités politiques de premier plan et des oligarques de Russie qui seraient étroitement liés au gouvernement russe et détiendraient un certain pouvoir politique. Le fondateur de Yandex, Arkadiy Volozh, a été nommé avec 95 hommes d’affaires russes. La liste comprend les noms de toutes les personnalités russes classées comme milliardaires en dollars par le magazine Forbes,. Cette liste n’a pas été synonyme de sanction : elle n’a pas directement affecté l’entreprise. Arkadiy Volozh n’a pas été inclus dans la liste des sanctions personnelles ou commerciales imposées par le pays.